# Muel
Muel es un municipio y localidad española de la provincia de Zaragoza, en la comunidad autónoma de Aragón. El término municipal, ubicado en la comarca del Campo de Cariñena, tiene 1474 habitantes (INE 2024) y comprende también las entidades de población de La Estación, Gran Torrubia, Virgen de la Fuente, Montesol y Parquemuel.

## Geografía
Integrado en la comarca de Campo de Cariñena, se sitúa a 29 km de la capital provincial. El término municipal está atravesado por la autovía Mudéjar (A-23) y por la carretera nacional N-330 entre los pK 462 y 470, además de por la carretera autonómica A-1101, que permite la comunicación con Épila y Mezalocha. 
El relieve del municipio es predominantemente llano, aunque cuenta con algunas muelas, cerros aislados y una zona más irregular al sureste con muchos barrancos. El río Huerva cruza el territorio de sur a norte. La altitud oscila entre los 650 m al sureste y los 400 m a orillas del río Huerva. El pueblo se alza a 424 m sobre el nivel del mar.
| Noroeste: Épila y Zaragoza (exclave) | Norte: La Muela | Noreste: Mozota          |
| Oeste: Alfamén                       |                 | Este: Botorrita y Jaulín |
| Suroeste: Longares                   | Sur: Mezalocha  | Sureste: Mezalocha       |

Registra una temperatura media anual de 14,1 °C y una precipitación anual de 390 mm.

## Historia
Los orígenes de la villa de Muel se remontan posiblemente al siglo I d. C., momento en el que se erige una presa romana en la cuenca del río Huerva para regular el abastecimiento de agua a la ciudad de Caesaraugusta.
Muel aparece mencionada, en 1160, como Molle, topónimo que se ha relacionado con «muelle», por el dique romano indicativo de la antigüedad del lugar, y con «muela», pieza del molino. Estas tierras fueron conquistadas por Alfonso I el Batallador tras la toma de Zaragoza pero sus pobladores musulmanes permanecieron allí instalados, por lo que prácticamente la totalidad de sus habitantes eran mudéjares. En el fogaje realizado en 1495 en el Reino de Aragón, Muel figura con 99 «fuegos» u hogares censados —lo que equivaldría a más de 400 habitantes—, correspondiendo en su totalidad a población morisca.
De hecho, hasta 1610 fue tierra poblada por musulmanes, cuya laboriosidad y actitud ante la Corona permitió que Pedro IV les concediera franquicias en 1383. Su actividad artesanal en el trabajo de la cerámica queda también reflejada en el relato de Enrique Cook, quien, en 1585, escribió que «todos los vecinos de este pueblo son olleros, y todo el barro que se vende en Zaragoza lo hacen aquí».
La expulsión de los moriscos por parte de Felipe III a principios del siglo XVII dejó prácticamente despoblada la villa, de modo que el Señor de la misma, don Diego de los Cobos Luna y Guzmán y sus descendientes se vieron obligados a una repoblación que pronto quedó asegurada. Los nuevos pobladores se encargaron de perpetuar la cerámica y la alfarería, llegando a ser hasta principios del siglo XX uno de los centros alfareros de mayor importancia en Aragón, cuyas piezas se elaboraban en cuevas de manera primitiva.
Tras la Guerra de Sucesión, al sublevarse casi todo Aragón contra Felipe V, cuyo virrey había sido desde 1701 a 1704 señor de Muel, la villa se mostró fiel al monarca, quien premió su conducta otorgándole el título de «Fiel Villa».
Pascual Madoz, en su Diccionario geográfico-estadístico-histórico de España de 1845, describe a Muel en los términos siguientes:

Tiene 200 casas, 10 calles algo estrechas y una plaza; casa de ayuntamiento y dos cárceles lóbregas y poco ventiladas... los vecinos se surten para sus usos de las aguas del río y de una fuente de piedra de sillería, obra antiquísima y quizás de las mejores de su especie.

Menciona también que Muel contaba con unas 20 fábricas de loza inferior, además de un molino harinero y otro de barniz.

## Demografía
Muel cuenta con una población de 1474 habitantes (INE 2024).
| Gráfica de evolución demográfica de Muel entre 1842 y 2021                                                          |
| |
| Población de derecho según los censos de población del INE Población de hecho según los censos de población del INE |

## Administración y política
| Periodo   | Nombre                     | Partido | Partido                                            |
| --------- | -------------------------- | ------- | -------------------------------------------------- |
| 1979-1983 | Arturo Cabetas Jaulín      |         | Unión de Centro Democrático (UCD)                  |
| 1983-1987 | Venancio Irigoyen Cucalón  |         | Candidato independiente                            |
| 1987-1991 | Venancio Irigoyen Cucalón  |         | Partido de los Socialistas de Aragón (PSOE-Aragón) |
| 1991-1999 | Cristóbal Ansón Mozota     |         | Partido Popular de Aragón (PP)                     |
| 1999-2003 | Luis Laviña Cucalón        |         | Partido Popular de Aragón (PP)                     |
| 2003-2003 | Pilar Yago Artigas         |         | Partido Popular de Aragón (PP)                     |
| 2003-2007 | Jesús Javier Mazas Marqués |         | Partido Popular de Aragón (PP)                     |
| 2007-2012 | Luis Gil Peña              |         | Partido de los Socialistas de Aragón (PSOE-Aragón) |
| 2012-2019 | Rafael Aliaga Aliaga       |         | Partido Popular de Aragón (PP)                     |
| 2019-2027 | Israel Remón Bazán         |         | Partido de los Socialistas de Aragón (PSOE-Aragón) |

| Partido político    | Partido político                                   | 2003   | 2007   | 2011   | 2015   | 2019   | 2023   |
| Partido político    | Partido político                                   | Ediles | Ediles | Ediles | Ediles | Ediles | Ediles |
|                     | Partido de los Socialistas de Aragón (PSOE-Aragón) | 2      | 4      | 4      | 3      | 4      | 5      |
|                     | Partido Popular de Aragón (PP)                     | 4      | 3      | 2      | 3      | 3      | 3      |
|                     | Agrupación de electores                            | —      | —      | —      | —      | 2      | 1      |
|                     | Vox                                                | —      | —      | —      | —      | —      | 0      |
|                     | Chunta Aragonesista (CHA)                          | 1      | 1      | 2      | 2      | —      | —      |
|                     | Partido Aragonés (PAR)                             | 2      | 1      | 1      | 1      | —      | —      |
|                     | Izquierda Unida (IU)                               | 0      | 0      | —      | —      | —      | —      |
| Total de concejales | Total de concejales                                | 9      | 9      | 9      | 9      | 9      | 9      |

## Cultura

### Patrimonio

#### Arquitectura religiosa

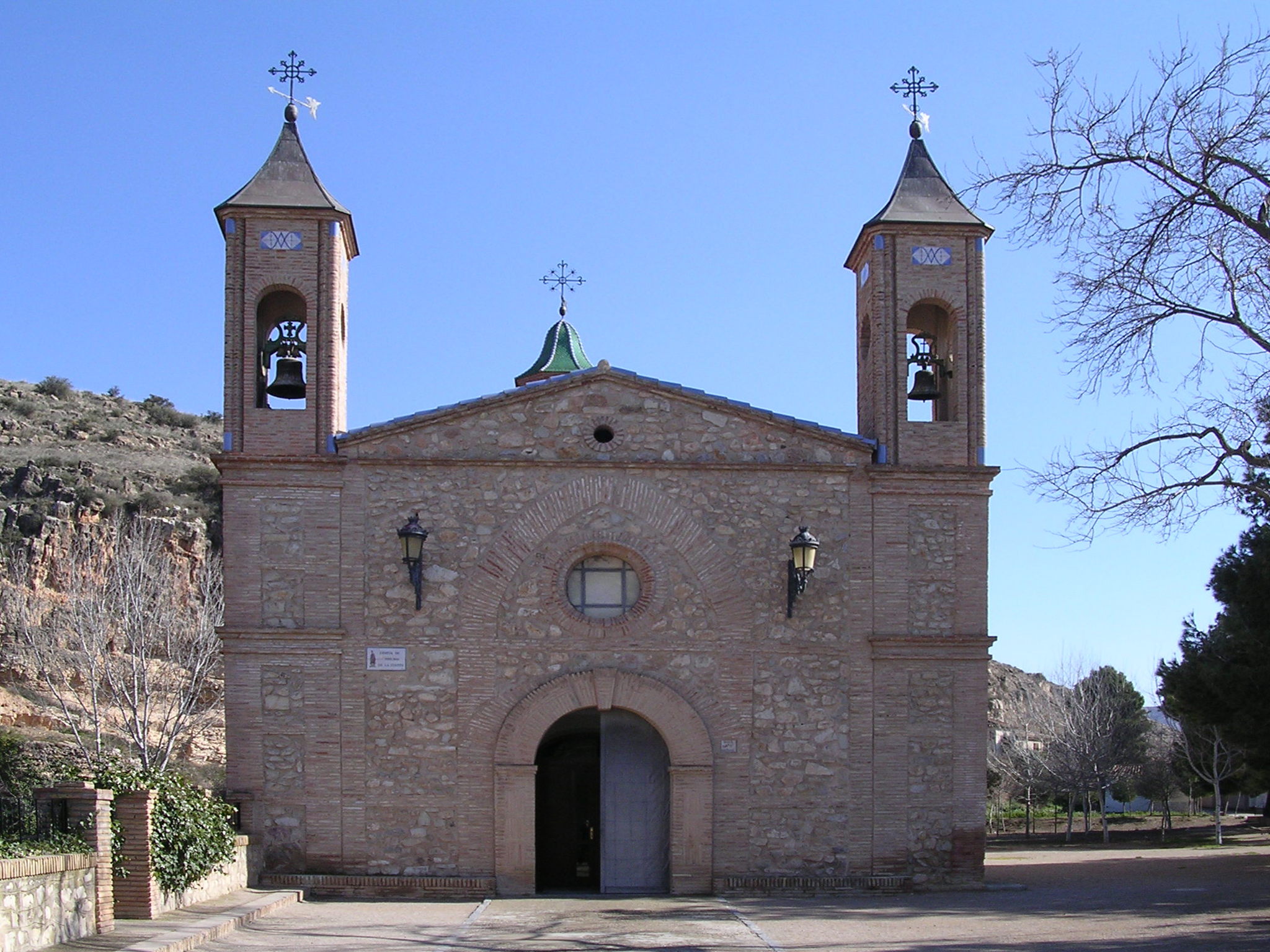
Ermita de la Virgen de la Fuente, construida en 1777. Su interior conserva unos frescos de Goya

La iglesia de San Cristóbal de Muel, de 1706, es un templo de estilo barroco tardío que posee elementos mudéjares.
Destaca la alta torre campanario, único vestigio del anterior templo mudéjar; sus dos primeros cuerpos son de planta cuadrada y los dos superiores octogonales.
La Ermita de la Virgen de la Fuente de Muel, edificada en 1777 y renovada en 1817, consta de una única nave. Al exterior, el templo está construido en mampostería de piedra y ladrillo. Sobresale el gran volumen del cimborrio, de planta octogonal, que cubre la cúpula de la capilla de la Virgen. Está cubierto con las tejas características de Muel, denominadas «lágrimas». El interior del templo alberga una pequeña talla de Nuestra Señora de la Virgen de la Fuente, fechada entre los siglos XIII y XIV. Se halla situada en el altar mayor colocada sobre una doble peana, dorada y policromada en tono rojo. En las pechinas de la cúpula que cubre el crucero, Goya pintó unos frescos de extraordinaria factura que representan a los cuatro padres de la Iglesia: San Agustín, San Ambrosio, San Gregorio y San Jerónimo. Estas cuatro pinturas fueron realizadas al óleo, técnica que le permitió una rápida ejecución. Los bocetos proceden de modelos de Francisco Bayeu que también serían utilizados en 1773 para la realización de otra serie en la iglesia parroquial de Remolinos (Zaragoza). El templo está declarado Bien de Interés Cultural.

#### Arquitectura civil

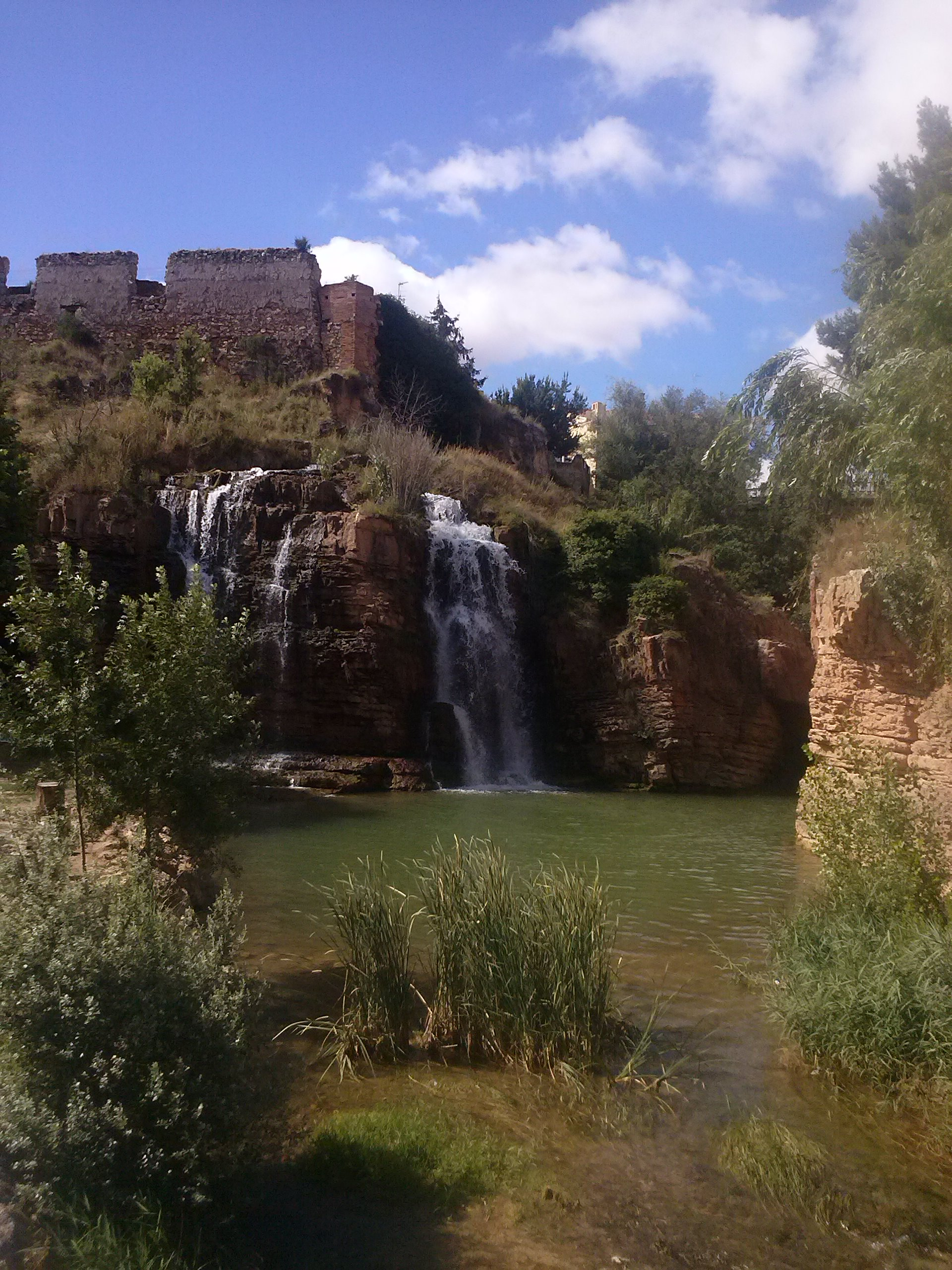
Parque de Muel

La Ermita de la Virgen de la Fuente se asienta sobre un dique romano —véase más abajo— y preside el parque de Muel, donde se encuentran los restos del castillo musulmán —del que solo quedan los muros rebajados y los restos de dos torreones— y de un molino árabe, rehabilitado como sala de exposiciones.
El parque, de singular belleza, está situado al pie de un acantilado natural y alberga las cascadas naturales del río Huerva.
Por la documentación que se dispone en la actualidad, la presa romana de Muel sería una de las presas más grandes que se conocen dentro del Imperio romano. Constituye uno de los restos de arquitectura civil hidráulica más relevantes de la Hispania romana, tanto por su monumentalidad como por su excelente estado de conservación.
Data del cambio de era (10 / 5 a. C. - principios del siglo I d. C.), coincidiendo con el gran desarrollo urbano del valle medio del Ebro. En su construcción participaron las legiones romanas, hecho atestiguado por las distintas marcas halladas, y los materiales empleados en su erección proceden de una cantera romana que se ha localizado en sus proximidades, al noreste del actual parque.
Por otra parte, hay varios edificios catalogados como casas palacio dentro del casco urbano de Muel.
En la Plaza de España hay dos, una del siglo XVI —de estilo renacentista aragonés— y otra del siglo XVII. En la calle Mayor existe otra casa palacio, donde se alojaba el arzobispo cuando realizaba las visitas pastorales.
De las distintas puertas de entrada que tenía la villa, solo queda en pie la situada también en la calle Mayor. Denominada la Puerta de la Villa, solo se conserva de ella el arco y la portada de acceso.

### Cerámica de Muel

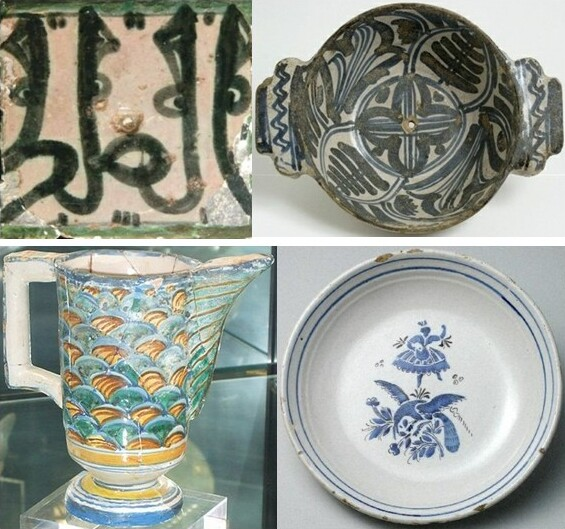
Lozas de Muel (siglos -)

Aunque no se sabe ni cuándo ni cómo se inició la alfarería artística en Muel, sí se sabe que el medio geográfico debió de influir considerablemente en el estilo alfarero. El río Huerva garantizaría agua abundante, a lo que hay que añadir la calidad de las arcillas, producto de mezclas de tierras de los pueblos cercanos.
Así, en 1048 llegaron a Zaragoza los primeros azulejos procedentes de los alfares muelenses, por mandato de Aben Tafa. Y para el siglo XVI, los alfares construidos ocupaban una extensión de más de medio kilómetro; crónicas de 1580 relatan que casi todos los habitantes del pueblo se dedicaban a esta industria.
Sin embargo, a lo largo del siglo XIX la alfarería se fue extinguiendo lentamente en el municipio. Hacia la mitad del siglo XX ya no quedaba en Muel ni un horno, ni un alfarero en actividad.
En los últimos tiempos, la industria alfarera de Muel no solo se ha recuperado, sino que se encuentra en un momento de apogeo.
En la actualidad son seis los talleres alfareros en los que se produce cerámica popular de Muel, alternando algunos de ellos con la fabricación de cerámica creativa.
También existe un taller dedicado exclusivamente a la elaboración de esta última. Además, está la escuela-taller de cerámica de Muel de la Diputación Provincial de Zaragoza que entre, otras cosas, exhibe exposiciones a lo largo de todo el año.

### Fiestas
- Fiestas de San Antón y San Babil. Tanto el 17 como el 24 de enero, se celebra la fiesta con hogueras en cada barrio, saliendo los vecinos con sus parrillas para asar distintos tipos de carne.
- Fiesta de San Blas, patrón de Muel. Tienen lugar el 3 de febrero, siendo tradición que durante la procesión el santo, porte unos grandes roscones hechos de forma tradicional.
- Semana Santa. Entre las diversas procesiones, cabe destacar la del Entierro.
- Fiestas mayores en honor a la Virgen de la Fuente. Comienzan el 7 y terminan el 12 de septiembre, siendo el 8 el día de la patrona. Ese día se celebra una misa y se marcha en procesión hasta la Ermita de Nuestra Señora Virgen de la Fuente, donde se lleva a cabo la ofrenda de flores.

## Referencia
1. ↑  «Zaragoza, partido judicial n.º3 de Zaragoza». demarcacion.cgpe.es. Consultado el 14 de agosto de 2024.
2. ↑  Gobierno de Aragón. «Zonas altimétricas por rangos en Aragón y España, y altitud de los municipios de Aragón.». Datos geográficos. Archivado desde el original el 4 de diciembre de 2011. Consultado el 15 de agosto de 2012.
3. ↑  Navarro Espinach, Germán (2009-2010). «Ciudades y villas en el Reino de Aragón el siglo XV. Proyección institucional e ideología burguesa». Anales de la Universidad de Alicante. Historia Medieval. 16. pp. 195-221. Archivado desde el original el 13 de julio de 2013. Consultado el 5 de noviembre de 2014.
4. ↑  «Datos genealógicos de Luceni. II. Antonio J. Emperador Sau.». Archivado desde el original el 28 de octubre de 2014. Consultado el 29 de octubre de 2014.
5. ↑  Madoz, Pascual (1848). «Muel». Diccionario geográfico-estadístico-histórico de España y sus posesiones de Ultramar XI. Madrid. p. 671. Wikidata Q115624375.
6. ↑  Instituto Nacional de Estadística (España). «Alteraciones de los municipios en los Censos de Población desde 1842». Consultado el 9 de agosto de 2024.
7. ↑  Ministerio de Hacienda y Administraciones Públicas (Gobierno de España). «Treinta aniversario de las primeras elecciones municipales de la democracia». Archivado desde el original el 6 de marzo de 2014. Consultado el 6 de marzo de 2014.
8. ↑  «Cambio de alcalde por una moción de censura». El Periódico de Aragón. 29 de mayo de 2012.
9. ↑  «Alcaldes de todos los municipios de la provincia de Zaragoza». Heraldo.es. 14 de junio de 2015.
10. ↑  Diputación Provincial de Zaragoza. «Muel - Diputación Provincial de Zaragoza». Datos de contacto. Archivado desde el original el 21 de enero de 2020. Consultado el 21 de enero de 2020.
11. ↑  «Datos elecciones municipales». datoselecciones.com.
12. ↑  Ermita de Nuestra Señora de la Fuente (Bienes de interés cultural de Aragón)
13. ↑  Nuestra Señora de la Virgen de la Fuente (Bienes de interés cultural de Aragón)
14. ↑  «Copia archivada». Archivado desde el original el 20 de abril de 2017. Consultado el 20 de abril de 2017.
15. ↑  «Bienes culturales - www.patrimonioculturaldearagon.es». www.patrimonioculturaldearagon.es. Consultado el 30 de abril de 2017.